# ПЭД
ПЭД (погружной электрический двигатель) — погружные двигатели являются приводом ЭЦН, преобразующим электрическую энергию, которая подаётся по силовому трехжильному кабелю сверху в зону подвески установки, в механическую энергию вращения насосов.
ПЭД входит в состав погружной части установки электро-погружного насоса используемых для откачки пластовой жидкости из нефтедобывающих скважин.

## История создания ПЭД
Благодаря изобретению погружного электродвигателя стало возможным изобретение погружного электроцентробежного насоса.
Первый погружной электродвигатель был изобретён в Екатеринославе во время Первой мировой войны, первые ПЭД использовались в качестве привода бура для нужд армии.
Изготовление погружного электродвигателя велось по идее выпускника Петроградского политехнического института Армаиса Арутюнова
После Октябрьской революции 1917 г. Арутюнов Эмигрировал в Австрию, где на одном из насосных заводов начал работать над применением русского патента в качестве привода к погружным насосам для водоотлива в шахтах и на кораблях, для водоподъёма из дренажных скважин. А затем переехав в США, Арутюнов организовал в штате Калифорния небольшую мастерскую по изготовлению по выданному в 1926 г. ему патенту погружных электронасосов для добычи нефти. В 1927 г. нефтяная компания Филипс Петролиум, заинтересовавшись новой технологией подъёма жидкости из скважины, построила завод и создала фирму REDA Pumps Co (аббревиатура от Russian Electrical Dynamo of Arutunoff) в г. Бартлсвилле (штат Оклахома), руководство которой было поручено А. С. Арутюнову. Первый погружной электродвигатель в составе установки погружного центробежного насоса был спущен в скважину в 1928 г.
В нашей стране работа по созданию погружных электроприводов для электробуров и погружных электронасосов было возобновлено в начале 30-х годов в Бюро глубоководных электрических машин Гормашинпроэкта группой специалистов (А. П. Островским, Н. Г. Григоряном, И. В. Александровым, А. А. Богдановым и др.) Однако Великая Отечественная война 1941—1945 гг. не позволила довести работы до промышленного внедрения. И лишь после окончания Великой Отечественной войны в специально созданном в 1950 г. особом конструкторском бюро по конструированию, исследованию и внедрению глубинных бесштанговых насосов (ОКБ БН) удалось широко развернуть научно-исследовательские, конструкторские и другие работы по разработке, организации производства и внедрению погружных центробежных установок для добычи нефти, горнорудной промышленности и сельского водоснабжения. Основателем ОКБ БН был Богданов Александр Антонович.
Армарис Арутюнов оказал большую помощь советским специалистам при создании ОКБ БН.
Но применение ПЭД в составе УЭЦН в нефтедобывающей промышленности СССР началось во время Великой Отечественной войны в 1943 г., когда из США по лендлизу были получены 53 установки фирмы REDA.
А первый отечественный погружной двигатель в составе УЭЦН был спущен 20 марта 1951 г. в скважину № 18/11 треста «Октябрьнефть» объединения «Грознефть».
В настоящее время отечественными производителями погружных электродвигателей являются:
«Лысьванефтемаш», «Новомет»-Пермь, «Алмаз»-Радужный, ООО «АЛНАС», БЭНЗ-Бугульма, Тюменские насосы Шлюмберже, РЭПН.
Зарубежем крупнейшими производителями ПЭД являются: REDA, BAKER HUGHES, WG ESP.

## Асинхронный двигатель
Двигатель выполнен, как правило, в виде трёхфазных, асинхронных двух, четырёх, шести полюсных электродвигателей с короткозамкнутым ротором маслонаполненный и герметичный, предназначен для продолжительного режима работы от сети переменного тока частотой 50Гц. Напряжение питания промысловой сети, подводимое на скважину, может быть 380, 6000 и 10000В в зависимости от наземного оборудования. При использовании регулятора частот допускается работа двигателя при частоте переменного тока от 40 до 60Гц. Рабочее направление вращение вала — по часовой стрелке, если смотреть со стороны головки.

### Принцип действия
Асинхронный электродвигатель состоит из неподвижной части — статора. Во внутренней части статора расположена вращающаяся часть — ротор. Для уменьшения потерь на вихревые токи магнитопроводы статора и ротора набирают из тонких (0,5 мм) листов электротехнической стали изолированных друг от друга лаком. В пазы статора уложена обмотка статора (три катушки, сдвинутых на 120°). В пазах ротора короткозамкнутая обмотка. При включении обмотки статора в трехфазную сеть возникает вращающееся магнитное поле статора, частота вращения которого n1. вращающееся поле статора наводит в обмотке ротора ЭДС. Наведённая ЭДС создаёт токи в обмотке ротора. Взаимодействие этих токов с полем статора создает вращающий момент и ротор вращается в сторону вращения поля статора с частотой n2. Вращение ротора посредством вала передаётся исполнительному механизму. Направление вращения магнитного поля статора, следовательно, и вращение ротора зависят от порядка чередования фаз напряжения подводимого к обмотке статора. Частота вращения ротора n2, называемая асинхронной, всегда меньше частоты вращения поля n1 так как только в этом случае происходит наведение ЭДС в обмотке ротора асинхронного двигателя. Разность вращения n1 и n2 называется скольжением и обозначается буквой S=(n1-n2)/n1 * 100 %. Скольжение зависит от нагрузки двигателя. В момент пуска S=1. С уменьшением нагрузки скольжение уменьшается. При n1=n2 S=0 и вращающего момента не будет. У большинства электродвигателей S = до 6 %.
В процессе работы двигателя циркуляция масла обеспечивается либо специальной турбинкой, установленной в верхней части ротора, либо пятой, которая имеет радиальные отверстия. Масло поднимается снизу вверх по центральному каналу вала, через радиальные отверстия в валу поступает для смазки подшипников и разбрасывается турбинкой в верхней лобовой части статора. Затем по зазору между ротором и статором опускается в основание и через фильтр обратно в центральный канал вала. Для нормальной работы турбинки необходимо чтобы в верхний торец вала был установлен специальный винт, перекрывающий внутренний канал вала.

### Устройство ПЭД

#### Статор
Статор — это корпус из специальной трубы, в который запрессован магнитопровод из листовой электротехнической стали. В пазы статора уложена трёхфазная обмотка, соединённая в звезду.

#### Ротор
Ротор представляет собой набор пакетов, разделённых между собой промежуточными подшипниками и последовательно надетыми на вал. Вал ротора выполнен пустотелым для обеспечения циркуляции масла. Пакеты ротора набраны из электротехнической стали, в пазы ротора уложены медные стержни сваренные по торцам с медными кольцами.

#### Головка ПЭД
Головка ПЭД — это сборочная единица, расположенная в верхней части двигателя, в которой помещён узел упорного подшипника, состоящий из пяты и подпятника, крайних радиальных подшипников ротора, узлов токоввода и пробки, через которую производится закачка масла в двигатель при монтаже.

#### Нижнее основание
Расположено в нижней части двигателя, в котором размещён фильтр для очистки масла, обратный клапан для закачки масла в двигатель, перепускной клапан и магниты для улавливания продуктов износа. Нижнее основание также является узлом к которому стыкуется дополнительное подвесное оборудование УЭЦН для этого нижняя часть основания выполнена в виде фланца или имеет внутреннюю резьбу диаметром 60 мм.

## ПЭДС
ПЭД мощностью более 100 кВт производятся в двух- и трехсекционном исполнении. По сути это 2 или 3 двигателя, фазы которых соединены последовательно, в связи с чем напряжение секций складывается, а ток остаётся общим для всех секций. Все секции в сборе плюс гидрозащита представляют собой герметичную систему, заполненную маслом, циркулирующим по всему двигателю.